# Johannes Terwogt
Johannes Hester Lambertus (Johannes) Terwogt (Oude Wetering, 18 mei 1878 - Amsterdam, 22 januari 1977) was een Nederlandse roeier. Hij nam eenmaal deel aan de Olympische Spelen en won bij die gelegenheid één medaille.
Op 21-jarige leeftijd maakte hij als roeier zijn olympisch debuut op de Olympische Spelen van Parijs. Hij nam deel aan het roeionderdeel vier met stuurman. In deze controversiële wedstrijd plaatste het Nederlandse team met een tijd van 6.02,0 voor de finale. Tegen de reglementen in wilde de Franse jury toen twee niet geplaatste Franse boten alsnog laten meevaren in de finale. Uit protest deden het Duitse, Belgische en Nederlandse boten niet meer mee. Onder druk van internationale leden besloot de Franse jury vervolgens een tweede finale te houden. Hier werd het Nederlandse viertal tweede met een tijd van 6.03,0. De wedstrijd werd gewonnen door de Duitsers in 5.59,0.
Terwogt was in zijn actieve tijd lid van de Amsterdamse studentenroeivereniging ASR Nereus. Hij werd later kinderarts in Amsterdam. 
Hij stierf op 98-jarige leeftijd.

## Palmares

### roeien (vier met stuurman)
- 1900:  OS - 6.03,0

Coenraad Hiebendaal · 
Geert Lotsij · 
Paul Lotsij · 
Johannes Terwogt · 
Herman Brockmann (stuurman)